# Kamihei-gun

Der Landkreis Kamihei (gelb) in der Präfektur Iwate

Kamihei (jap. 上閉伊郡, -gun) ist ein Landkreis im Südosten der Präfektur Iwate auf Honshū, der Hauptinsel von Japan.
Im März 2017 umfasste der Landkreis eine Fläche von 200,42 km²; die geschätzte Einwohnerzahl betrug 11.492, die Bevölkerungsdichte mithin circa 57 Einwohner/km².
Seit 2005 besteht der Landkreis allein aus der Kleinstadt Ōtsuchi.